# نویل رجینالد هاوس
نویل رجینالد هاوس (انگلیسی: Neville Howse; ۲۶ اکتبر ۱۸۶۳ – ۱۹ سپتامبر ۱۹۳۰) پزشک، سرباز، سیاستمدار اهل استرالیا بود. وی همچنین برندهٔ جوایزی همچون نشان حمام شده‌است.